# Enuma elish
Enuma elish är skapelseberättelsen i babylonisk mytologi, och ett centralt verk i den bevarade assyro-babyloniska litteraturen. Namnet är taget efter berättelsens första två ord på akkadiska: Enūma eliš vilket betyder "när ovan". 
Enuma elish beskriver hur världen skapas i en urtidsocean kallad Apsu. De olika gudarna uppstår där och slutligen besegrar en av de nya gudarna, Marduk, som tar på sig rollen av gudarnas utvalde kämpe, urtidsmonstret Tiamat. Jorden skapas från Tiamats kropp. Människan skapas därefter från blodet av ett annat monster skapat av Kingu.

## Bakgrund
De sju bevarade tavlor från vilka Enuma elish delvis återskapats stammar från 800-talet f.Kr. och framåt, men verket är känt från tidigare perioder. Berättelsen kan ha skapats under kung Nebukadnessar Is regeringstid, på 1100-talet f.Kr. men kan gå tillbaka till det gammal-babyloniska rikets tid omkring 1700 f.Kr.

## Berättelsen
Eposet skildrar sötvattenguden Apsu, havsgudinnan Tiamat och de yngre gudagenerationerna. Apsu vill utrota de yngre, men besegras av Ea. Därpå bygger gudarna staden Babylon med dess tempel åt Marduk, vilken lovprisas.
Marduk (Herren) blir skapad av Ea som skydd för Tiamats hämnd och han bereds till kamp mot vidundret. Tiamat utstöter ett fruktansvärt tjut, utslungar besvärjelser och förbannelser. Men Marduk breder ut sitt nät och fångar henne. Han sänder "den onda vinden" mot henne, och så snart hon öppnar sitt gap låter han den brusa in i gapet, slungar sitt kastspjut, fördärvar hennes kropp, föröder hennes sköte och genomborrar hennes hjärta. Även alla hennes medhjälpare besegras.
Med sin klubba krossar Marduk Tiamats huvudskål. Han klyver henne sedan i två delar och av hennes döda kropp skapas himmel och jord: 
| ”                                          | Herren lugnade sig; han undersökte hennes lik. Han delade den monstruösa formen och skapade visa ting. Han splittrade henne i två, som en fisk för torkning. Hälften av henne satte han upp som ett täckelse för himlen. Han spände upp hude och satte dit väktare och sade åt dem att inte släppa ut hennes vatten. Han gick genom himlen och undersökte de heliga platserna. Han gjorde en avbild av Apsu, Nudimmuds boning. Herren mätte upp Apsus byggnad. Han grundade den Stora Helgedomen, som dess like, Esharra. Den Stora Helgedomen, Esharra, som han skapade, är himlen. Anu, Enlil och Ea lät han bo i sina tempel. | „ |
| – Fjärde tavlan, översättning Ola Wikander | |   |

På denna skildring av Marduks seger följer beskrivningen av hur han skapade himlakropparna. Året fastställs, de tolv månaderna stadgas, stjärnorna får sina platser på himlen, månen ("nattens stjärna för dagarnas bestämmande") får sitt lopp ordnat och "bågstjärnan" erhåller tre namn. Efter en större lucka i texten, som möjligen handlade om djurens och växternas uppkomst, följer på den sjätte tavlan människans skapelse ur blodet av ett monster skapat av Kingu. En hymn till Marduk med hans heliga namn och titlar avslutar dikten.

## Betydelse
Berättelsen utformas sedan för att legitimera Marduks, som är Babylons stadsgud, överhöghet över de andra gudarna. Denna religiösa symbolik har sin motsvarighet i den politiska historien där staden Babylon framträder som den ledande staden när Babylonien uppstår. I den assyriska versionen av myten ersätter guden Assur, stadsguden i Assyriens huvudstad Assur, Marduk som Tiamats dräpare. 
Eposet reciterades under högtidliga former i samband med den största högtiden i Babylon, nyårsfesten akitu.
Betydelsen av den babyloniska skapelseberättelsen för tillkomsten av den judiska motsvarigheten i Bibeln är omdebatterad. Likheter finns även med andra skapelseberättelser i andra kulturer i Främre Orienten, exempelvis den hurritiska myten om Kumarbi, den kananeiska Baal-myten, och den iranska Mithras-myten.